# Милешевац
Милешевац или Хисарџик је тврђава у Србији, смештена на окомитој стени над Милешевком, недалеко од манастира Милешева, 7 km источно од Пријепоља изнад истоименог села. Први пут се у историјским изворима помиње 1444. године, али се претпоставља да је подигнут у првој половини XIII века, када и манастир Милешева или непосредно након његовог подизања. Сматра се да му је основна намена била заштита самог манастира, као и контрола дела тзв. босанског пута, који је повезивао Сјеницу и Пријепоље. Извори га помињу 1448. и 1454. године и тада се налазио у склопу земаља Стефана Косаче, да би га Османлије трајно заузеле 1465. године. На основу честог помињања у њиховим изворима током наредних векова, може се закључити да је Милешевац заузимао значајно место у том региону. Од XVII века као име тврђаве се јавља термин Хисарџик (од турске реци хисар, што значи тврђава), које је опстало до краја османске владавине. Тај назив се данас очувао у имену села испод тврђаве, које се развило из некадашњег подграђа и у коме је већи део становништва муслиманске вероисповести. Данас је већи део тврђаве очуван и као споменик културе, налази се под заштитом државе.
Окомита стена на којој је тврђава подигнута, природно је са три стране (источне, северне и западне) заштићена оштрим литицама. Сама тврђава се састојала од цитаделе смештене на врху, која је била ојачана двема квадратним кулама (на западу и истоку) спојеним бедемом. Око ње се ка југу ширило утврђење ојачано још једном квадратном кулом, док су још две куле биле смештене као истурене осматрачнице ка самом манастиру.
Утврђење је у периоду од 1976. до 1980. године делимично археолошки истражено, а на самом локалитету су изведени и конзерваторско-рестаураторски радови. Сви радови на тврђави су изведени у сарадњи Завода за заштиту споменика културе из Краљева (у чијој се надлежности налази Милешевац) и Археолошког института у Београду.